# Paradise, Texas
Paradise är en ort i Wise County i delstaten Texas, USA.